# Beni Yazgha
 (avril 2025).
Motif : En attendant de vraies sources secondaires centrées.
- Archive Wikiwix
- Bing
- Cairn
- DuckDuckGo
- E. Universalis
- Gallica
- Google
- G. Books
- G. News
- G. Scholar
- Persée
- Qwant
- (zh) Baidu
- (ru) Yandex
- (wd) trouver des œuvres sur Wikidata

| 1. | Préciser le motif de la pose du bandeau. | Précisez le motif de la pose du bandeau en utilisant la syntaxe suivante : {{admissibilité à vérifier\|date=juillet 2025\|motif=remplacez ce texte par le motif}}                |
| 2. | Informer les utilisateurs concernés.     | Pensez à avertir le créateur de l'article, par exemple, en insérant le code ci-dessous sur sa page de discussion : {{subst:avertissement admissibilité à vérifier\|Beni Yazgha}} |

Beni Yazgha, serait une branche de la grande tribu des Zénètes et cohabitait avec la tribu des Zouagha, la tribu s'est probablement déplacée au Maroc après la conquête de l'Algérie. Ses membres parlent arabe et se considèrent comme tels depuis des siècles. Selon les différentes références bibliographiques, ils ont habité Fès au moent de l'entrée de la ville sur la rive droite (qui allait devenir la rive des Andalous plus tard). Le terme Beni Yazgha signifie Fils de Yazgha, ce qui suggère que peut-être les membres de cette tribu ont un ancêtre commun nommé Yazgha. La capitale de la tribu est El Menzel ; Il est probable qu'ils aient accueilli un grand nombre de réfugiés andalous et arabes, étant donné la proximité de Fès, et juifs, étant donné la proximité de Sefrou, ce qui explique pourquoi les membres de la tribu portent également des noms de famille non berbères et pourquoi ils ont une apparence physique très variée. 
Les chroniques anciennes rapportent qu'Idriss II leur aurait acheté leur terre en 791/807. Léon l'Africain dans son livre Description de l'Afrique fait beaucoup d'éloges pour cette tribu et présente les Beni Yazgha comme étant une tribu très évoluée et fait part de la qualité de leurs produits et leurs valeurs sur les marchés de la médina de Fès. Il évoque aussi une des inventions pour traverser le fleuve du Sebou, "une idée géniale".
Les yazghi se trouvent actuellement : 
- à Beni Yazgha (la tribu actuelle) près des sources du Sebou
- dans le quartier Ben Seffar à Sefrou.
- à Fès les Yazghi,les El arabi , les Nechad,  les Berrada[3], les Serghini, les Zitounis, les Lichir, les Bougrini, les Dounasse, les Rhoulben, les Mghili, les Ouazzani.

La tribu des Beni Yazgha a été largement citée dans les chroniques de certains grands voyageurs.[Lesquels ?]